# Чоловіки (фільм, 1979)
«Чоловіки» («Kişilər») — радянський комедійний телефільм-вистава 1979 року, знятий режисером Лютфі Мамедбековим на Азербайджанському телебаченні.

## Сюжет
Телевистава розповідає про лінивих чоловіків, які не хочуть дивитися телевізор. Деякі з них живуть за рахунок жінок, а інші хочуть одружитися з трудящими жінками, вирішивши цим життєві проблеми. Але під впливом радянської атмосфери ці паразити перевиховуються та стають на вірний життєвий шлях.

## У ролях
- Зернігар Агакішиєва — Рахшанда
- Шахін Джабраїлов — Джалілзаде
- Гаджибаба Багіров — Іншалах
- Аміна Бабаєва — роль другого плану
- Ільхам Ахмедов — Гусейнагбаджи
- Севіль Халілова — Саліма
- Яшар Нурі — роль другого плану
- Севіль Аббасова — роль другого плану
- Гаджи Ісмайлов — Самандар
- Парвіз Багіров — Фархад
- Мірварі Наврузова — роль другого плану
- Ельхан Агагусейнов — роль другого плану
- Меджнун Гаджибаєв — роль другого плану
- Марзійя Мамедбейлі — роль другого плану
- Афган Солтанов — роль другого плану
- Фіруз Худавердієв — роль другого плану

## Знімальна група
- Режисер — Лютфі Мамедбеков